# Tournan-en-Brie
Tournan-en-Brie és un municipi francès, situat al departament de Sena i Marne i a la regió de Illa de França. L'any 2007 tenia 8.250 habitants.
Forma part del cantó d'Ozoir-la-Ferrière, del districte de Torcy i de la Comunitat de comunes Les Portes Briardes entre Villes et Forêts.

## Demografia

### Població
El 2007 la població de fet de Tournan-en-Brie era de 8.250 persones. Hi havia 2.885 famílies, de les quals 676 eren unipersonals (278 homes vivint sols i 398 dones vivint soles), 673 parelles sense fills, 1.201 parelles amb fills i 335 famílies monoparentals amb fills.
La població ha evolucionat segons el següent gràfic:
Habitants censats

### Habitatges
El 2007 hi havia 3.050 habitatges, 2.946 eren l'habitatge principal de la família, 19 eren segones residències i 85 estaven desocupats. 1.820 eren cases i 1.215 eren apartaments. Dels 2.946 habitatges principals, 1.697 estaven ocupats pels seus propietaris, 1.149 estaven llogats i ocupats pels llogaters i 100 estaven cedits a títol gratuït; 115 tenien una cambra, 330 en tenien dues, 599 en tenien tres, 769 en tenien quatre i 1.134 en tenien cinc o més. 2.144 habitatges disposaven pel capbaix d'una plaça de pàrquing. A 1.482 habitatges hi havia un automòbil i a 1.084 n'hi havia dos o més.

### Piràmide de població
La piràmide de població per edats i sexe el 2009 era:
| Homes | Edats   | Dones |
| ----- | ------- | ----- |
| 4     | 95 o +  | 24    |
| 20    | 90 a 94 | 72    |
| 32    | 85 a 89 | 64    |
| 24    | 80 a 84 | 68    |
| 56    | 75 a 79 | 56    |
| 64    | 70 a 74 | 100   |
| 60    | 65 a 69 | 80    |
| 136   | 60 a 64 | 148   |
| 168   | 55 a 59 | 148   |
| 216   | 50 a 54 | 260   |
| 264   | 45 a 49 | 260   |
| 284   | 40 a 44 | 252   |
| 304   | 35 a 39 | 340   |
| 344   | 30 a 34 | 412   |
| 328   | 25 a 29 | 300   |
| 209   | 20 a 24 | 288   |
| 300   | 15 a 19 | 216   |
| 308   | 10 a 14 | 232   |
| 292   | 5 a 9   | 304   |
| 340   | 0 a 4   | 252   |

## Economia
El 2007 la població en edat de treballar era de 5.508 persones, 4.206 eren actives i 1.302 eren inactives. De les 4.206 persones actives 3.827 estaven ocupades (1.989 homes i 1.838 dones) i 379 estaven aturades (173 homes i 206 dones). De les 1.302 persones inactives 334 estaven jubilades, 560 estaven estudiant i 408 estaven classificades com a «altres inactius».

### Ingressos
El 2009 a Tournan-en-Brie hi havia 2.968 unitats fiscals que integraven 8.145 persones, la mediana anual d'ingressos fiscals per persona era de 21.437 €.

### Activitats econòmiques
Dels 435 establiments que hi havia el 2007, 3 eren d'empreses extractives, 7 d'empreses alimentàries, 2 d'empreses de fabricació de material elèctric, 20 d'empreses de fabricació d'altres productes industrials, 64 d'empreses de construcció, 68 d'empreses de comerç i reparació d'automòbils, 19 d'empreses de transport, 24 d'empreses d'hostatgeria i restauració, 14 d'empreses d'informació i comunicació, 14 d'empreses financeres, 28 d'empreses immobiliàries, 60 d'empreses de serveis, 86 d'entitats de l'administració pública i 26 d'empreses classificades com a «altres activitats de serveis».
Dels 118 establiments de servei als particulars que hi havia el 2009, 1 era una oficina d'administració d'Hisenda pública, 1 gendarmeria, 1 oficina de correu, 6 oficines bancàries, 4 funeràries, 9 tallers de reparació d'automòbils i de material agrícola, 1 autoescola, 6 paletes, 6 guixaires pintors, 9 fusteries, 14 lampisteries, 7 electricistes, 11 empreses de construcció, 9 perruqueries, 2 veterinaris, 1 agència de treball temporal, 16 restaurants, 8 agències immobiliàries, 3 tintoreries i 3 salons de bellesa.
Dels 21 establiments comercials que hi havia el 2009, 1 era un hipermercat, 1 una gran superfície de material de bricolatge, 1 una botiga de més de 120 m², 3 fleques, 2 carnisseries, 1 una botiga de congelats, 1 una peixateria, 3 botigues de roba, 1 una botiga de roba, 2 sabateries, 1 una sabateria, 1 una botiga de material de revestiment de parets i terra, 1 un drogueria i 2 floristeries.
L'any 2000 a Tournan-en-Brie hi havia 11 explotacions agrícoles que ocupaven un total de 847 hectàrees.

## Equipaments sanitaris i escolars
El 2009 hi havia 2 hospitals de tractaments de curta durada, 1 hospital de tractaments de mitja durada (seguiment i rehabilitació, 1 un hospital de tractaments de llarga durada, 1 centre d'urgències, 1 maternitat, 3 farmàcies i 2 ambulàncies.
El 2009 hi havia 4 escoles maternals i 3 escoles elementals. A Tournan-en-Brie hi havia 2 col·legis d'educació secundària i 1 liceu d'ensenyament general. Als col·legis d'educació secundària hi havia 873 alumnes i als liceus d'ensenyament general 1.002.

## Poblacions més properes
El següent diagrama mostra les poblacions més properes.